# Jean Teulère
Jean Teulère (n. 24 februarie 1954, Bordeaux, Franța) este un sportiv ce a reprezentat Franța, medaliat olimpic. A participat la 2 ediții ale Jocurilor Olimpice (2004, 2016) în care a câștigat o medalie de aur.